# Celidota parvula
Celidota parvula är en skalbaggsart som beskrevs av Oliver Erichson Janson 1881. Celidota parvula ingår i släktet Celidota och familjen Cetoniidae. Inga underarter finns listade.